# Casa del Poeta López Velarde
El Museo de la Casa del Poeta Ramón López Velarde se encuentra localizado en la colonia Roma de la Ciudad de México, México. El museo lleva el nombre del poeta zacatecano Ramón López Velarde quien vivió en esa casa los últimos 3 años de su vida.
Este museo cumple con el objetivos de interés social de la fundación que lo administra: ser sede del Museo Casa del Poeta Ramón López Velarde, quien la habitó de 1918 hasta su muerte el 19 de junio de 1921. Es un lugar de encuentro de poetas y escritores con el fin de promover la cultura mediante la difusión de la literatura, las artes plásticas y escénicas. 
El inmueble tiene una superficie de 763.8 m2s.
El edificio cuenta con la casa-museo del poeta, dos bibliotecas dedicadas a los poetas Efraín Huerta (5,154 volúmenes) y Salvador Novo (6,200 volúmenes), un salón de usos múltiples con capacidad para 80 personas, un café-bar llamado "Las Hormigas" con capacidad de 10 mesas para 50 personas, una unidad de seminarios y talleres con capacidad para 40 personas, y una galería.

## Historia
El inmueble fue construido durante el Porfiriato. Anteriormente, fue habitado por familias de clase media, mientras se daba un desarrollo en esta zona de la ciudad.
El poeta Ramón López Velarde habitó el edificio durante los últimos tres años de su vida, de 1918 a 1921. Después de este periodo, el edificio comenzó a ser habitado por invasores, y en él se instalaron talleres que causaron parte de su deterioro y cambiaron de manera drástica su estructura.
A los 50 años de la muerte del poeta, el Gobierno del Estado de Zacatecas colocó una placa en la fachada con fines de reconocimiento histórico. Posteriormente, el Instituto Nacional de Antropología e Historia declaró al edificio monumento histórico y artístico, protegiéndolo así por Ley Federal. 
En 1989, el Departamento del Distrito Federal adquirió el inmueble, realizando una restauración completa.
El museo se inauguró el 28 de noviembre de 1991.

## Casa Museo
Se realizó una recreación, a cargo de Guillermo Sheridan, de lo que se cree que pudo haber sido la recámara del poeta, junto con su estudio. En estos espacios se encuentran elementos que evocan a la época y situación familiar que vivió el poeta. 
Hugo Hiriat completó el homenaje con la creación de un recorrido metafórico a través del ropero localizado en la recámara del poeta, que conduce a un espacio con espejos en el que comienza un recorrido donde se muestran diferentes obras del autor, así como imágenes, figuras y esculturas acompañadas con temáticas referentes a sus poemas y pequeños fragmentos de estos. 
El museo fue realizado con objetos interactivos para el usuario.

## Bibliotecas Salvador Novo - Efraín Huerta
Dentro del edificio también se encuentran dos bibliotecas que homenajean a otros dos escritores de México: Efraín Huerta y Salvador Novo. Cuentan con poco más de 11,000 volúmenes, con contenido literario especializado en poesía.
El servicio solo es para consulta dentro de la sala.

## Información de interés
- Presidente: Guillermo Sheridan Prieto
- Dirección: Avenida Álvaro Obregón n.º 73, Colonia Roma, Cuauhtémoc, Ciudad de México.
- Datos de contacto: (55)55335456
- Depende del Gobierno del Distrito Federal.

## Galería

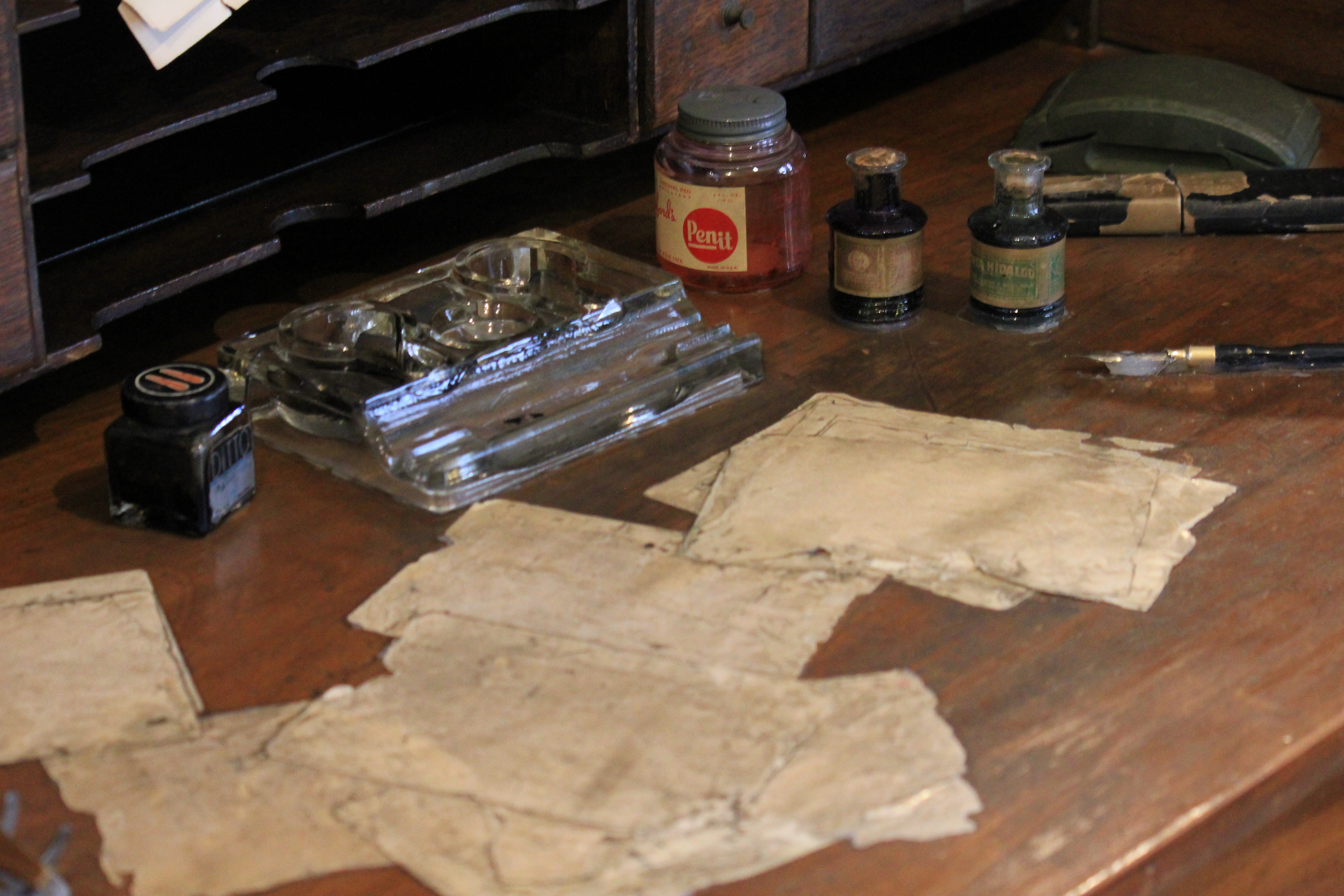
Escritorio del poeta
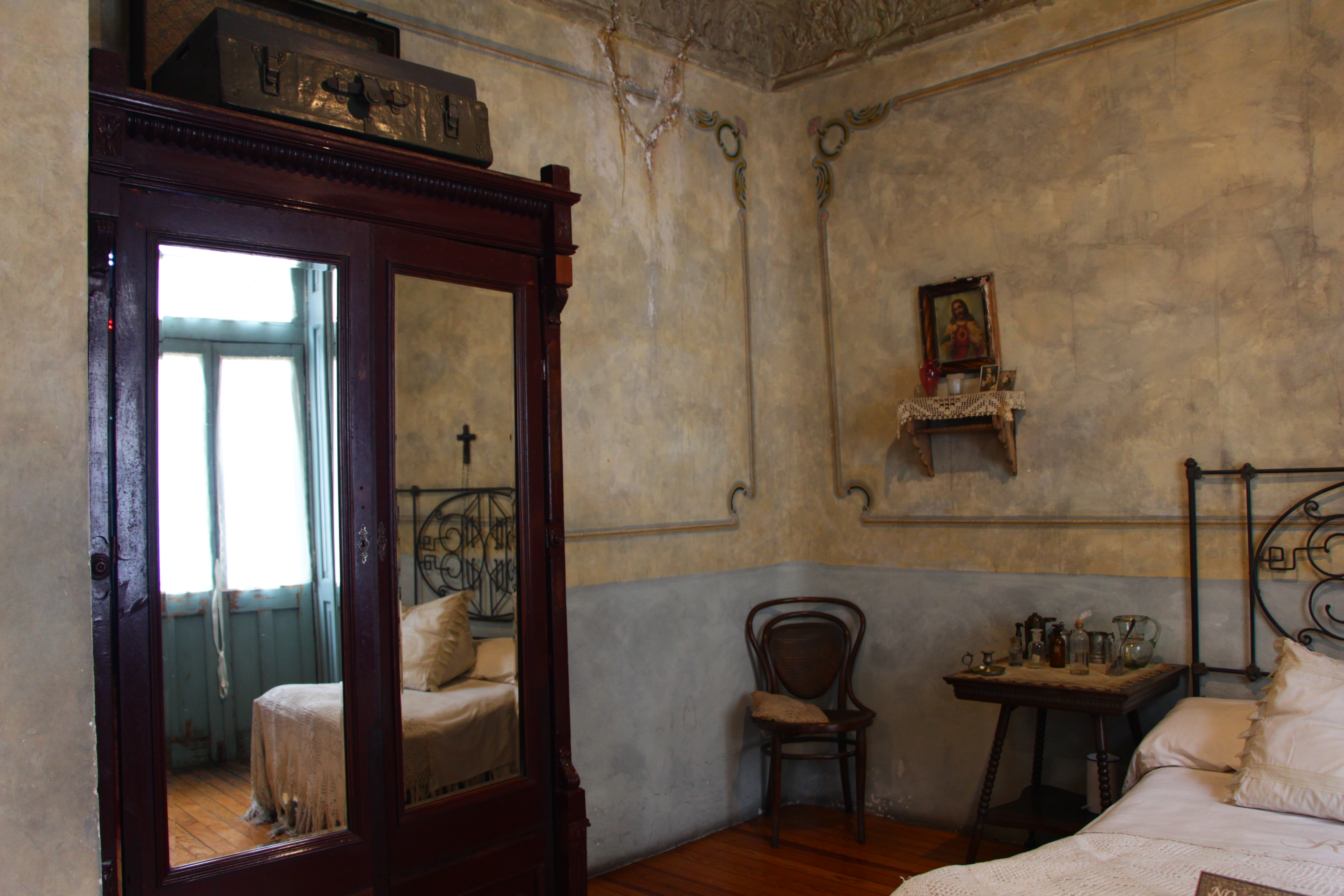
Recámara en Casa del Poeta Ramón López Velarde
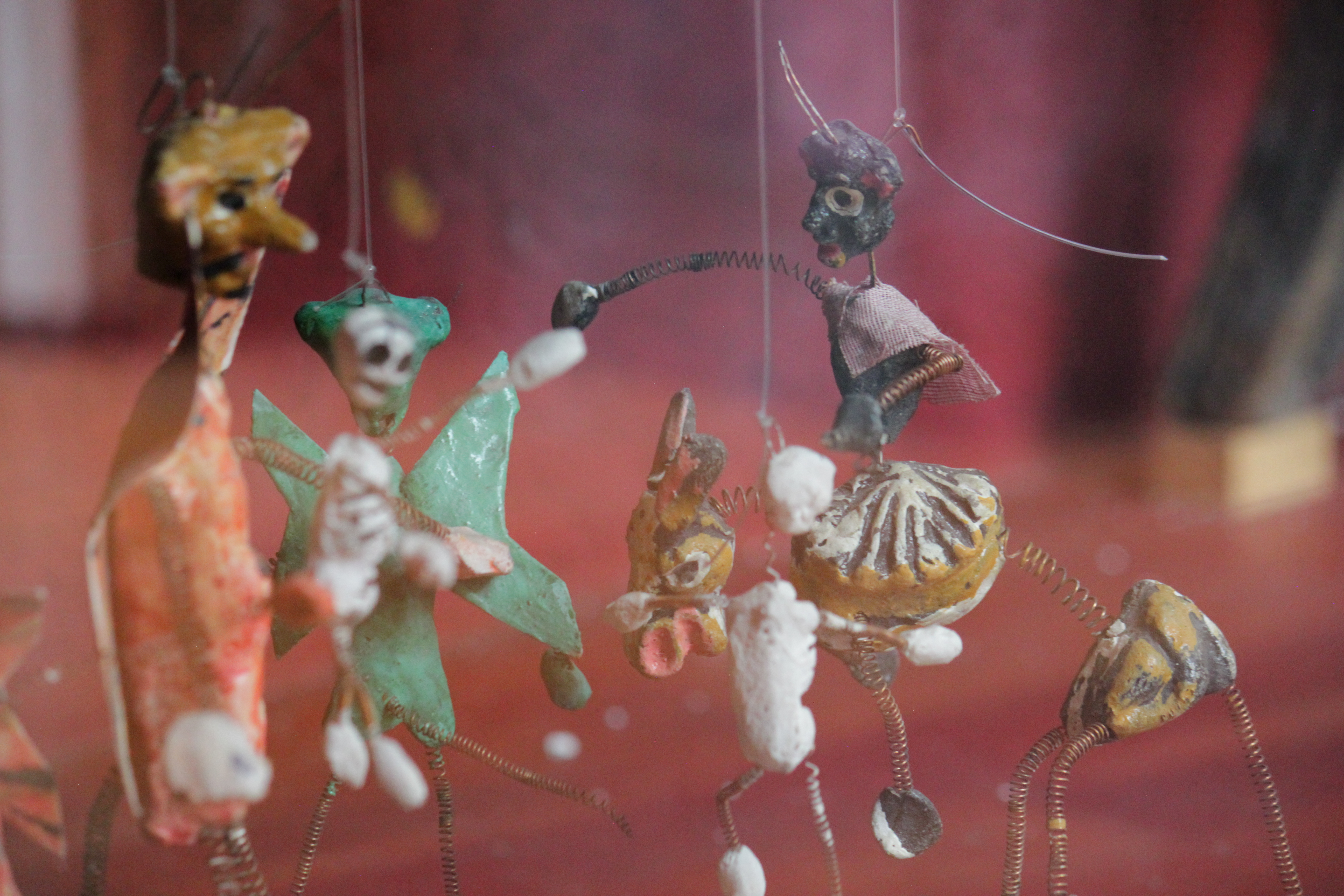
Serie de marionetas miniatura
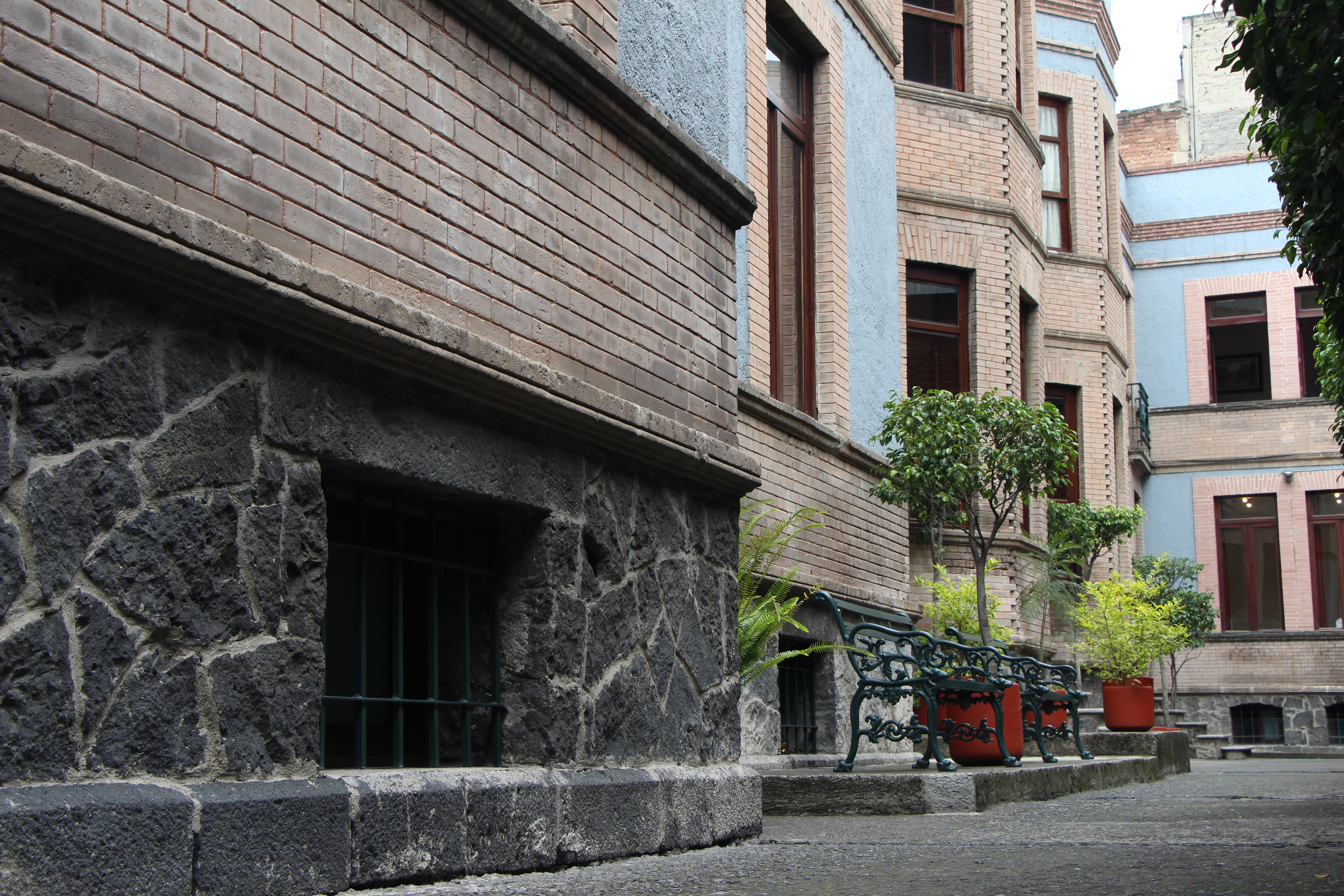
Entrada al museo
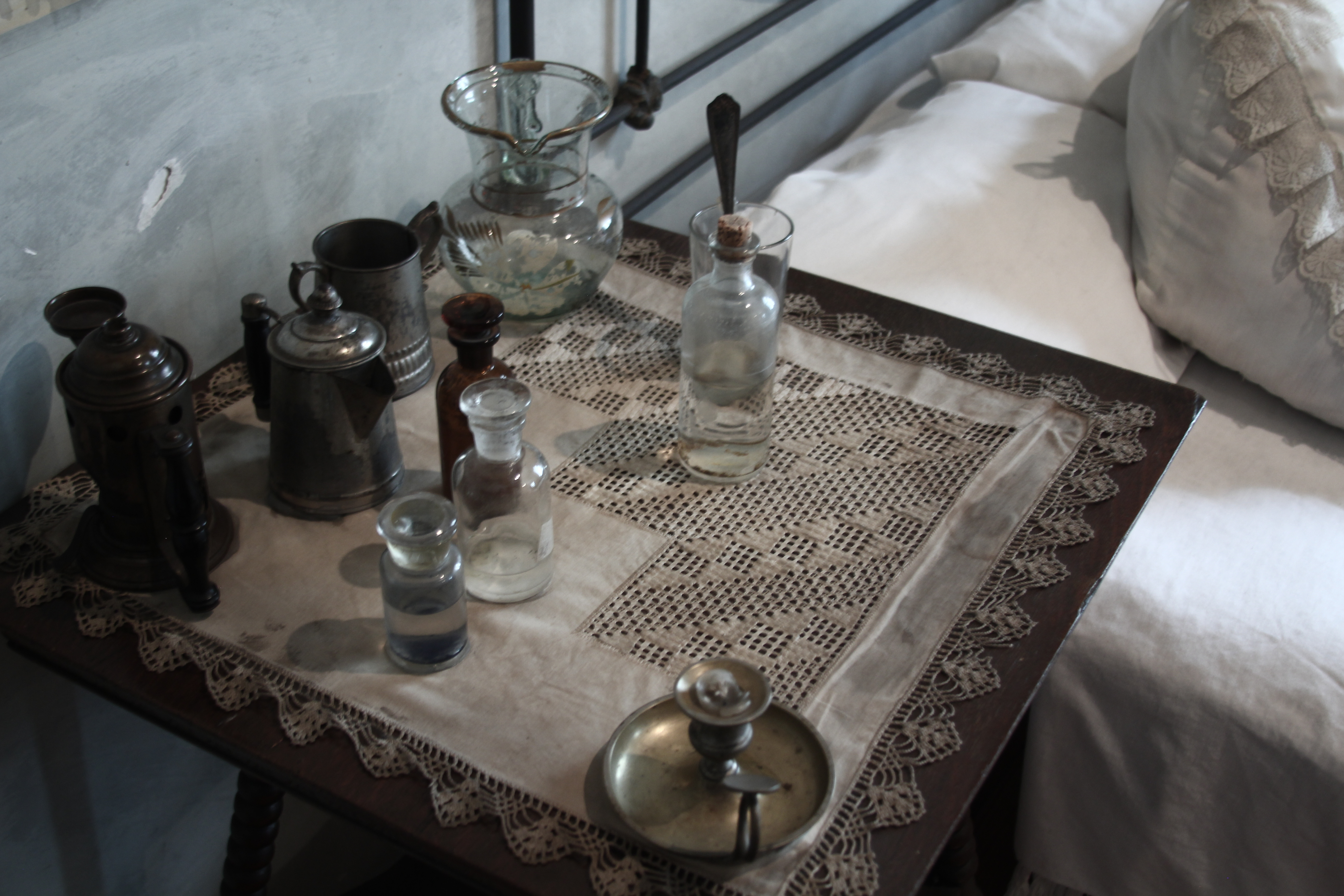
Mesa de noche
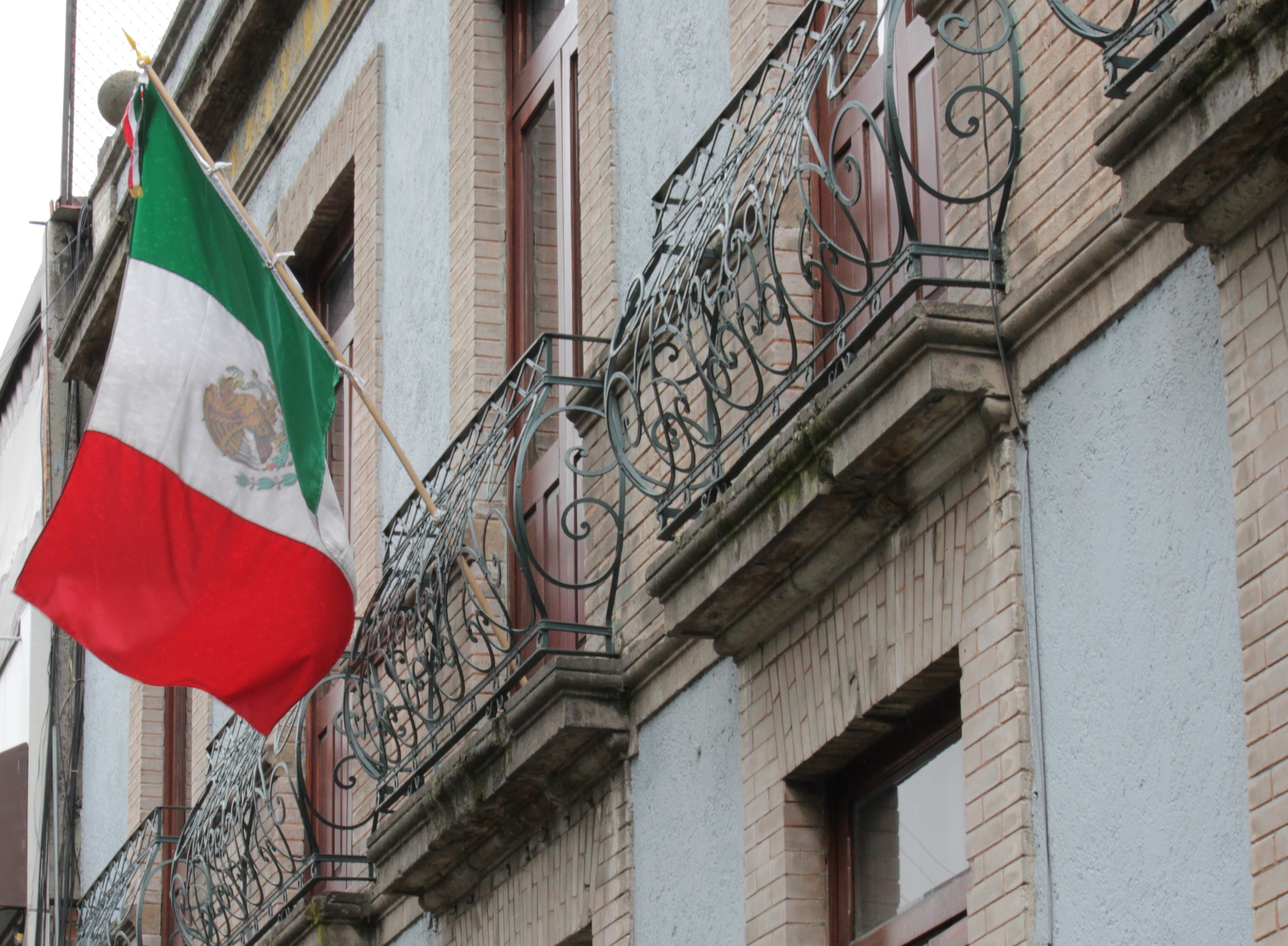
Bandera en el exterior del edificio
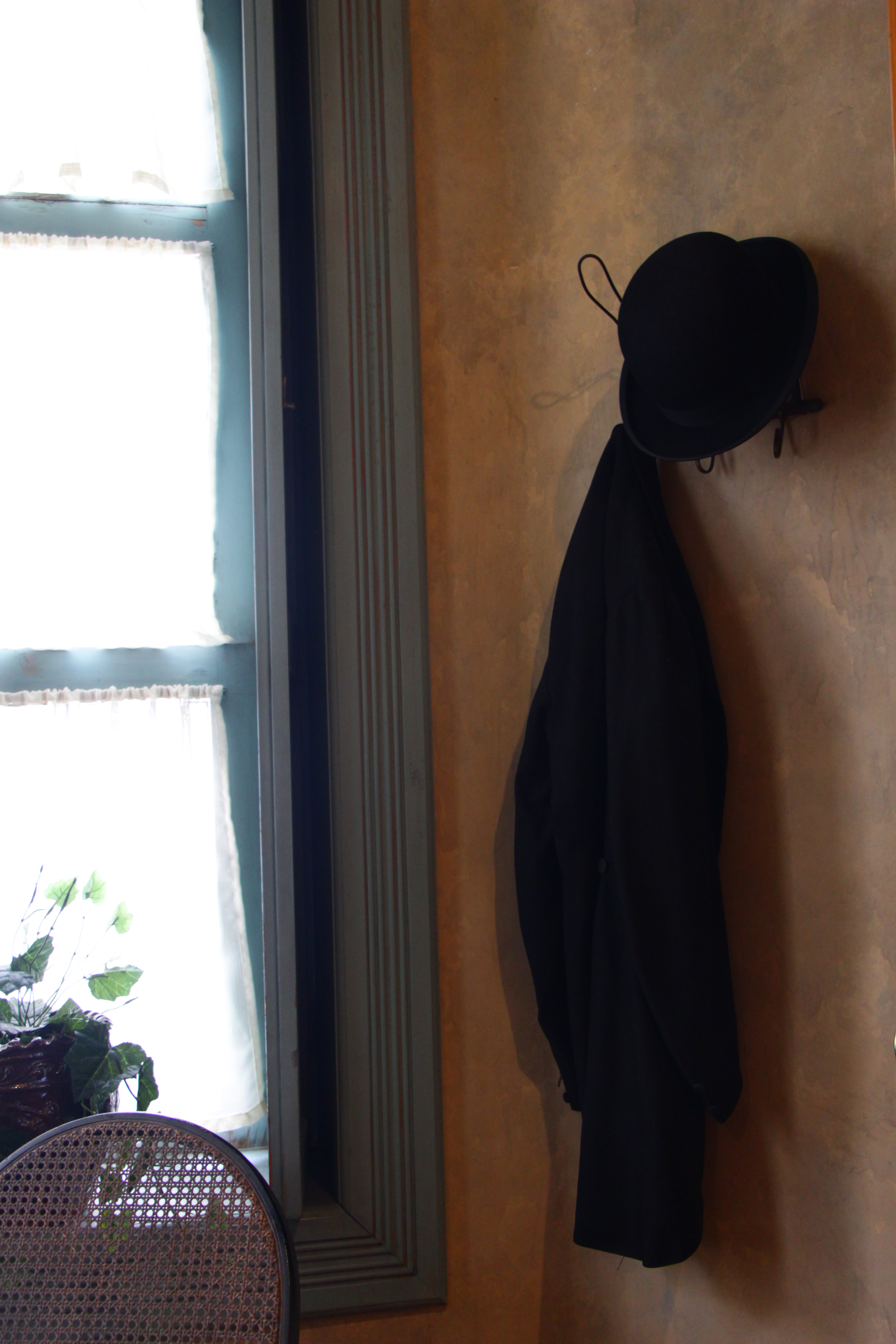
Abrigo y sombrero
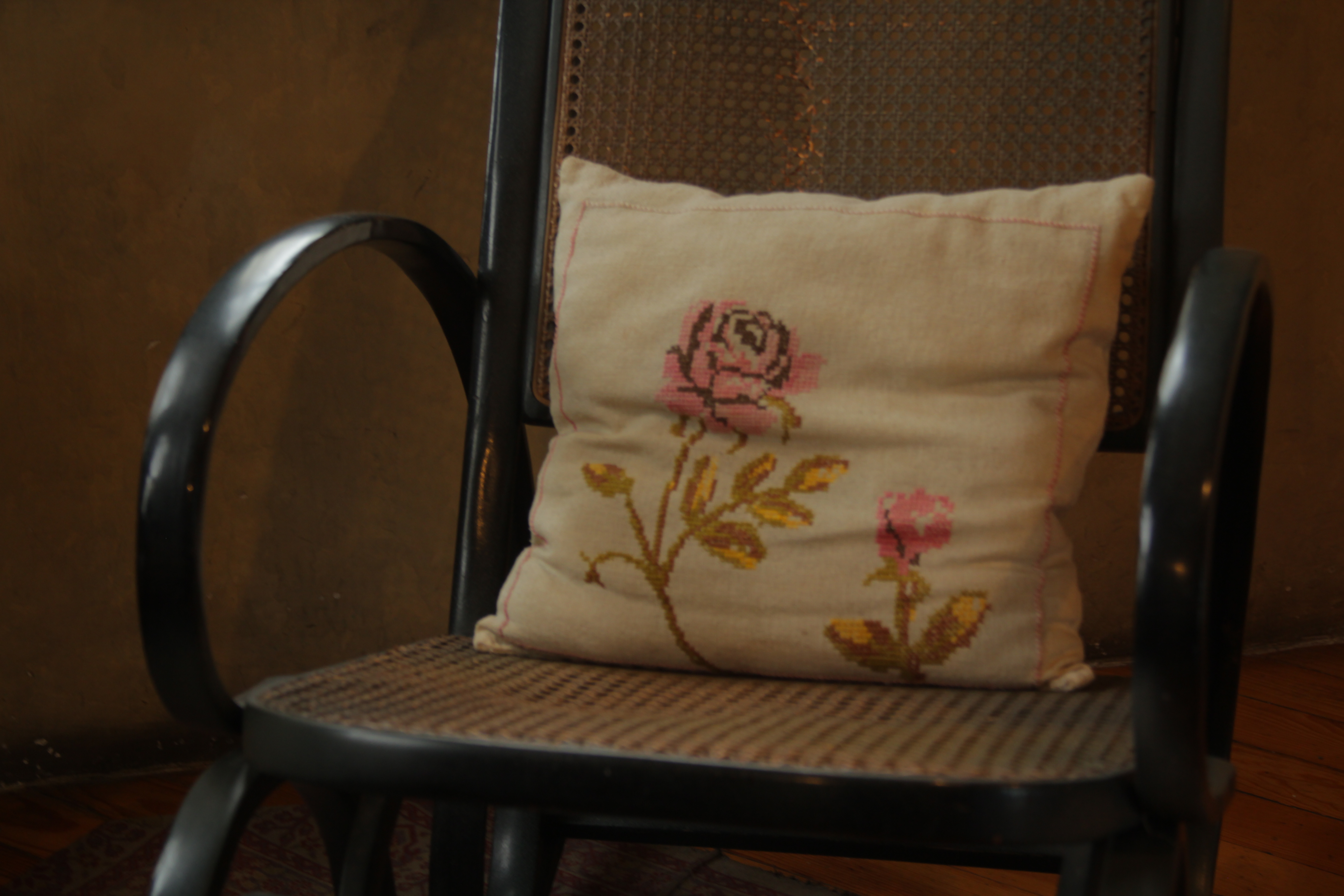
Mecedora y cojín de rosas